# Feuerlöschboot

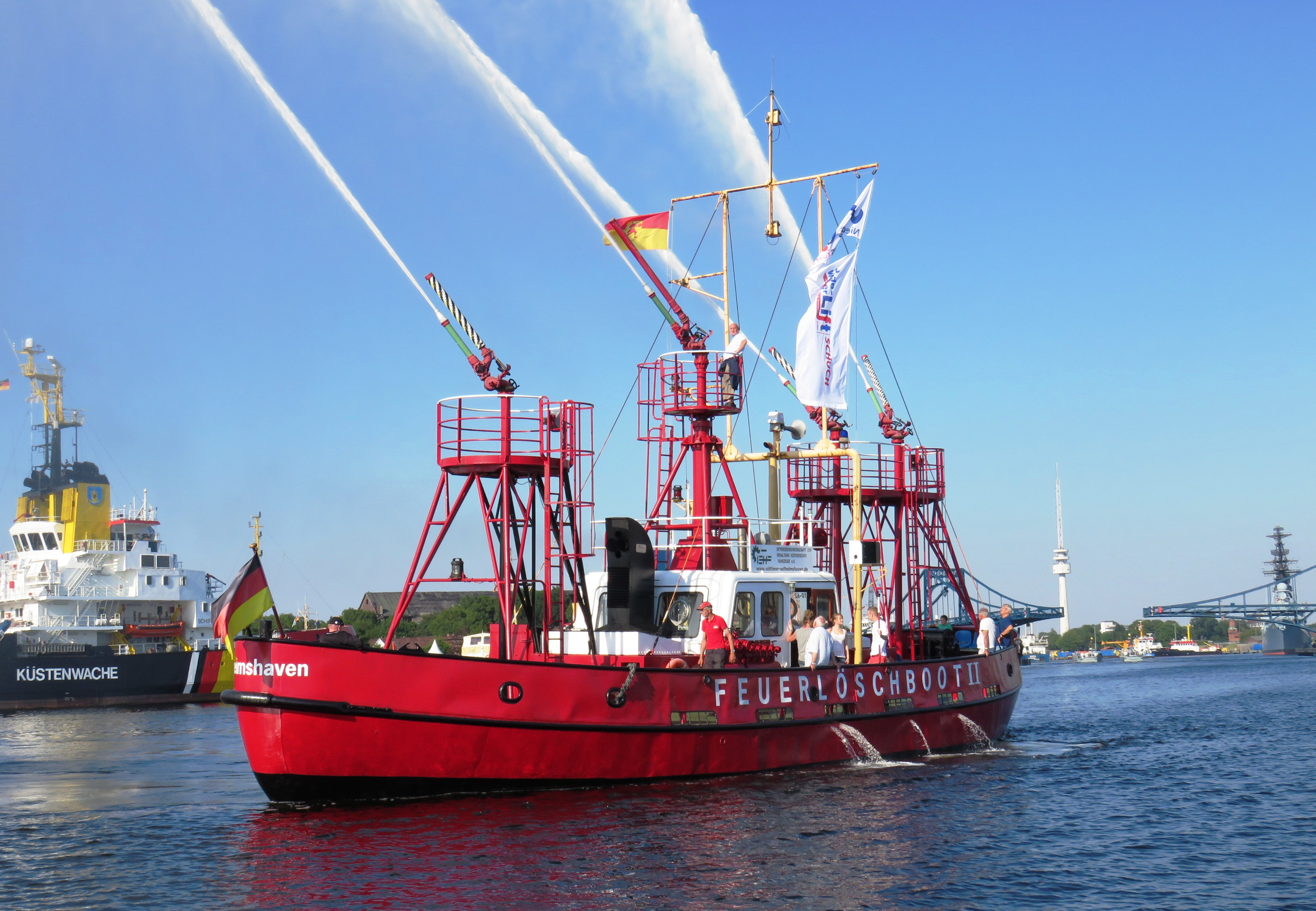
Florian Emden Feuerlöschboot II, 2004 außer Dienst gestelltes Feuerlöschboot der Interessengemeinschaft zur Erhaltung Historischer Fahrzeuge e. V. 2015 beim Wochenende an der Jade

Feuerlöschboot (FLB) auch Löschboot (LB) ist die Bezeichnung für Wasserfahrzeuge, die speziell für Zwecke der Feuerwehr, des Katastrophenschutzes oder vergleichbarer Institutionen ausgerüstet und besetzt sind.

## Ausrüstung und Einsatzindikationen

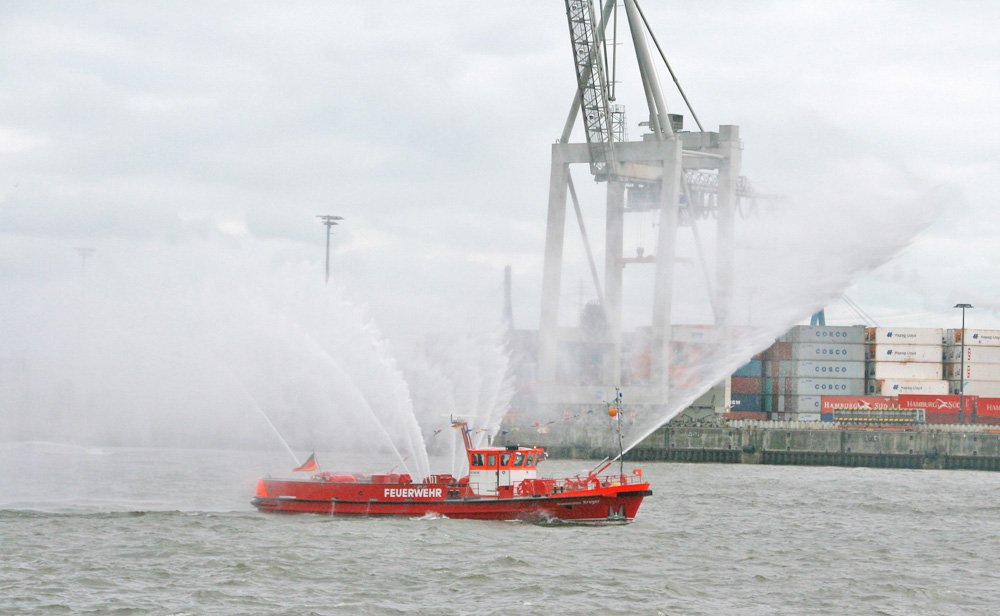
Feuerlöschboot Branddirektor Krüger der Feuerwehr Hamburg 2014 auf der Elbe

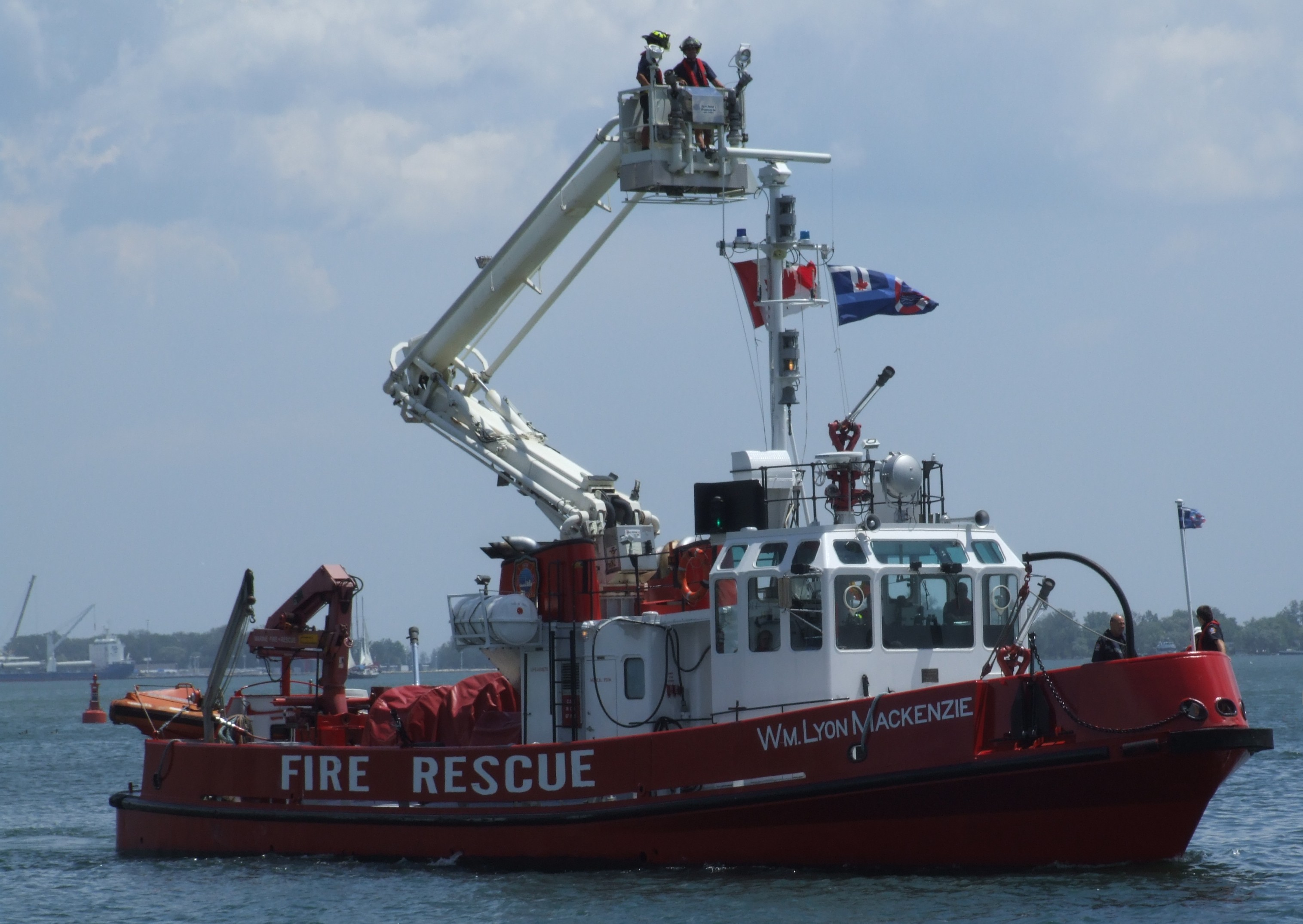
Feuerlöschboot mit Ausleger

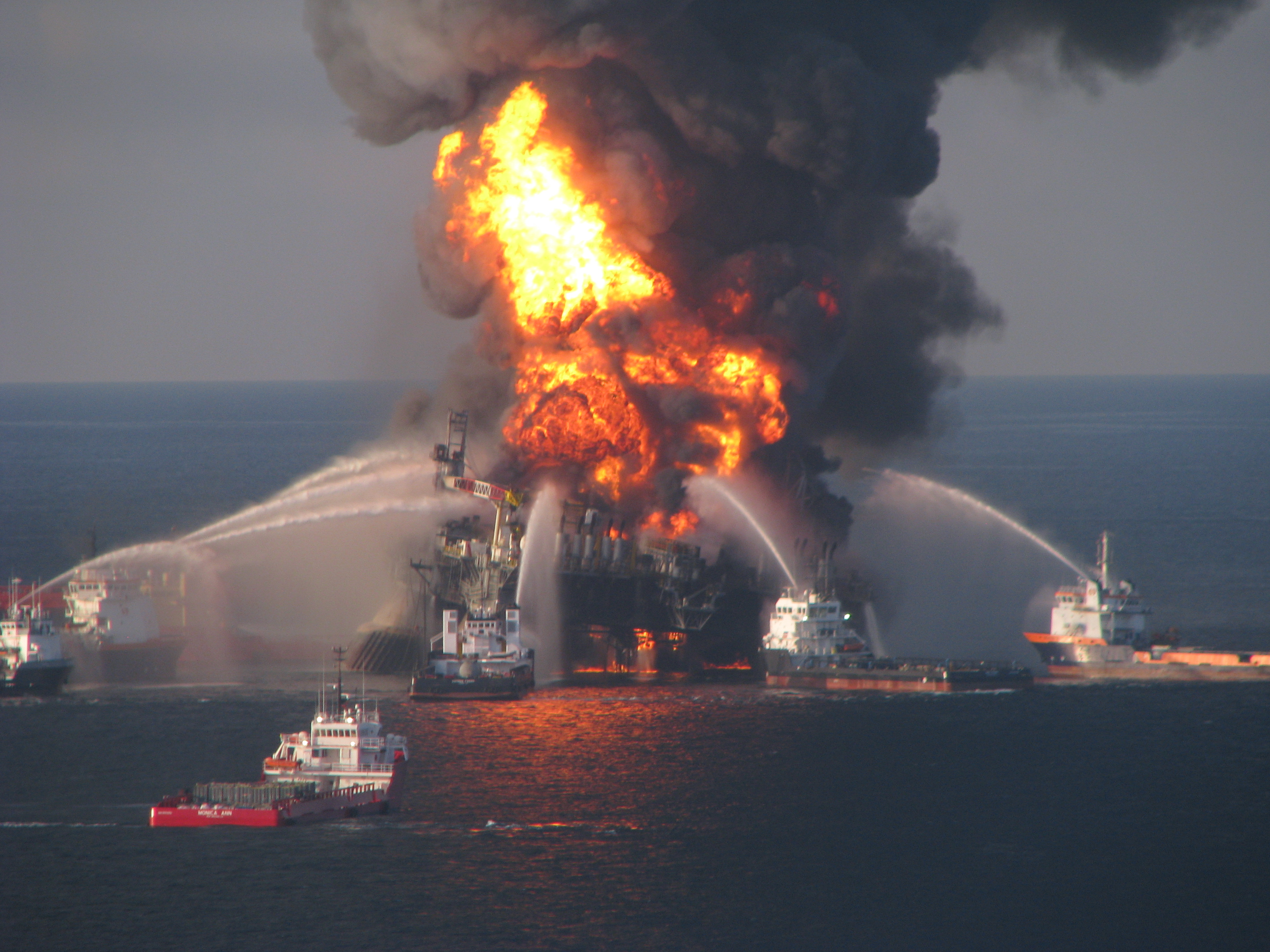
Deepwater Horizon während des Brandes 2010

Bei diesen Arbeitsschiffen ist eine feuerwehrtechnische Beladung üblich, die meistens auf die Bekämpfung eines Brandes von der Wasserseite aus abzielt. Dazu sind unter anderem leistungsstarke Feuerlöschkreiselpumpen und oftmals auch Sonderstrahlrohre (Feuerlöschmonitore) vorhanden.
Wegen der vorhandenen Pumpen werden Feuerlöschboote oft auch genutzt, um bei landseitigen Großbränden eine vom öffentlichen Trinkwassernetz unabhängige, leistungsstarke Wasserversorgung für Einheiten auf dem Land zu schaffen. Im direkten Umfeld von Wasserflächen werden sie hingegen meistens zur unmittelbaren Brandbekämpfung eingesetzt.
Feuerlöschboote können auch auf offener See Verwendung zur Schiffsbrandbekämpfung finden. Diese Feuerlöschboote haben meistens deutlich größere Abmessungen als Feuerlöschboote auf Binnengewässern, um auch bei schwierigen Witterungsbedingungen (schwere See, Starkwind usw.) einsetzbar zu sein.
Schiffe, die Feuerlöscheinsätze durchführen, müssen eine hohe Manövrierfähigkeit aufweisen. Einige Feuerlöschboote nutzen dafür den Voith-Schneider-Propeller (VSP). Mit konstanter Motordrehzahl betrieben ist es möglich, die Hauptmotoren auch zum Antrieb der Feuerlöschpumpe zu verwenden. Um die erforderliche hohe Löschkapazität aufbringen zu können, benötigen die Feuerlöschpumpen ca. 60 – 70 % der Antriebsleistung. Da die vom VSP aufgenommene Antriebsleistung begrenzt wird, bleibt der Voith-Wassertrecker (VWT) während des Feuerlöschbetriebs voll manövrierfähig. Die Leistung reicht aus, um den VWT zu manövrieren, auf Position zu bringen und gegen äußere Kräfte zu halten. Ein bekanntes Beispiel ist das derzeit leistungsstärkste Feuerlöschboot der USA, das L.A. Fireboat 2. Mit zehn Löschkanonen ausgestattet ist es in der Lage, in einer Minute 120 Kubikmeter Wasser vermengt mit Schaum auf Brandherde zu fördern. Die zwei Voith-Schneider-Propeller werden jeweils von einem 1.800 PS starken Dieselmotor angetrieben. Generatoren, die ebenfalls durch die Dieselmotoren angetrieben werden, sorgen für ausreichend Energie zum Betreiben von vier der sechs Pumpen mit Förderleistungen zwischen 17 und 28 Kubikmetern pro Minute.

## Betreiber und Besatzungen

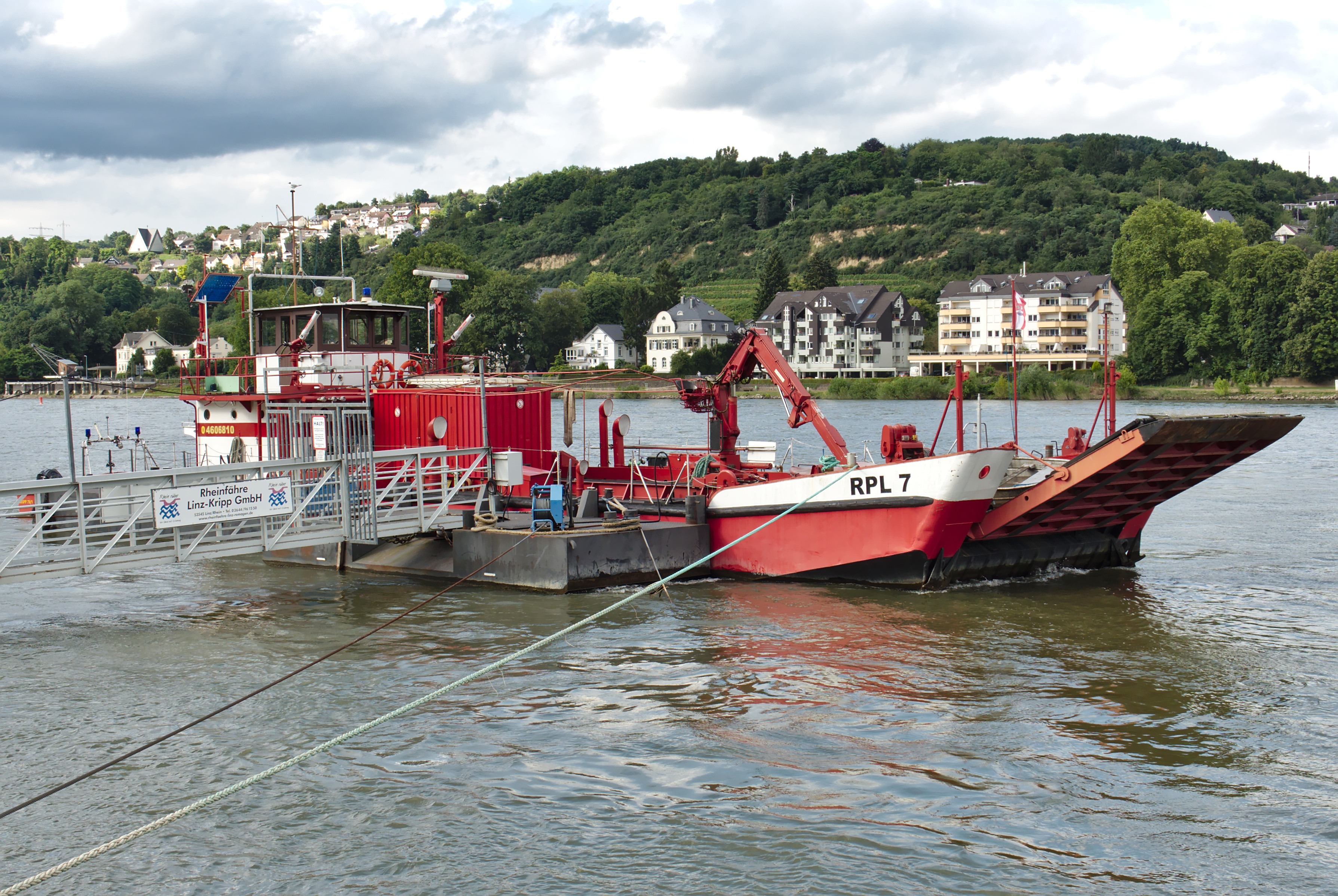
Feuerwehr-Mehrzweckfähre RPL 7 der Feuerwehr Remagen, ehemals Flussfähre Mannheim 59

Feuerlöschboote werden in der Regel von Feuerwehren größerer Städte vorgehalten. Städte, die wirtschaftlich oder in anderer Weise sicherheitsrelevante Hafenanlagen in ihrem Einzugsbereich haben, setzen Feuerlöschboote zur Absicherung der Hafengebiete ein. Das hohe Gefahrenpotential, resultierend aus großer Brandlast und teilweise großer Mengen von Gefahrgut, machen dies notwendig. Aufgrund der im Vergleich etwa zu Löschfahrzeugen geringen Einsatzzahlen sind solche Feuerlöschboot-Einheiten nicht immer fest besetzt.
Als Besatzung können beispielsweise ein Schiffsführer und ein Maschinist fungieren. So ist bei der personellen Besetzung des Feuerlöschbootes garantiert, dass diese über adäquate Kenntnisse der Schifffahrt und der Sicherheit auf dem Wasser verfügt. Die Mindestanzahl der erforderlichen Besatzungsmitglieder wird durch die Schiffsuntersuchungskommission (SUK) festgelegt und ist im Schiffsattest eingetragen. Sie richtet sich unter anderem danach, ob das Feuerlöschboot mit einem Einmann- oder Zweimannfahrstand ausgestattet ist.
Ein Sonderfall stellte die Bremen 1 der Freien Hansestadt Bremen da. Das Schiff wurde im regulären Betrieb durch die Polizei Bremen besetzt. Lediglich im Bedarfsfall sollten Einsatzkräfte der Feuerwehr Bremen hinzu kommen. Ähnliches plant die Feuerwehr in Hamburg mit zwei neuen 35 Meter langen Mehrzweckbooten, die im ‘Normalfall’ durch die Hamburg Port Authority genutzt werden. Obwohl sich die Polizei Bremen bis zuletzt gegen Kritik an diesem Konzept wehrte, bestätigen sich die Befürchtungen, dass die fehlenden feuerwehrtechnische Besatzung zu einem Weniger an Sicherheit führt, als beim Untergang eines Nachbaus der Bremer Kogge im Jahre 2014 die eingesetzte Polizeibesatzung die feuerwehrtechnische Ausstattung, insbesondere die Lenzpumpen, nicht bedienen konnte. Die Bremen 1 wurde anschließend noch einige Zeit von der Feuerwehr Bremen besetzt, bevor sie im April 2020 beim Großbrand im Industriehafen in Gröpelingen aufgrund eines Maschinenschadens ihren letzten Einsatz hatte. Die Stadt Bremen verfügt seit dem über kein Feuerlöschboot mehr.
An der deutschen Küste führen neben den in größeren Hafenstädten vorhandenen Feuerlöschboote der örtlichen Feuerwehren auch die über leistungsstarke Feuerlöscheinrichtungen verfügenden Seenotrettungskreuzer der DGzRS die Aufgaben von Feuerlöschbooten aus. Zudem sind teilweise die Hafenschlepper mit Feuerlöscheinrichtungen ausgestattet.
Auf den Binnengewässern setzen die Feuerwehren Mehrzweckboote ein, die unter anderem auch für Feuerlöscheinsätze geeignet sind. An einem im Bootsboden befindlichen A-Sauganschluss kann dazu eine Tragkraftspritze angeschlossen werden. Eine Halterung für ein Strahlrohr erleichtert diese Löscheinsätze.

## Bildergalerie

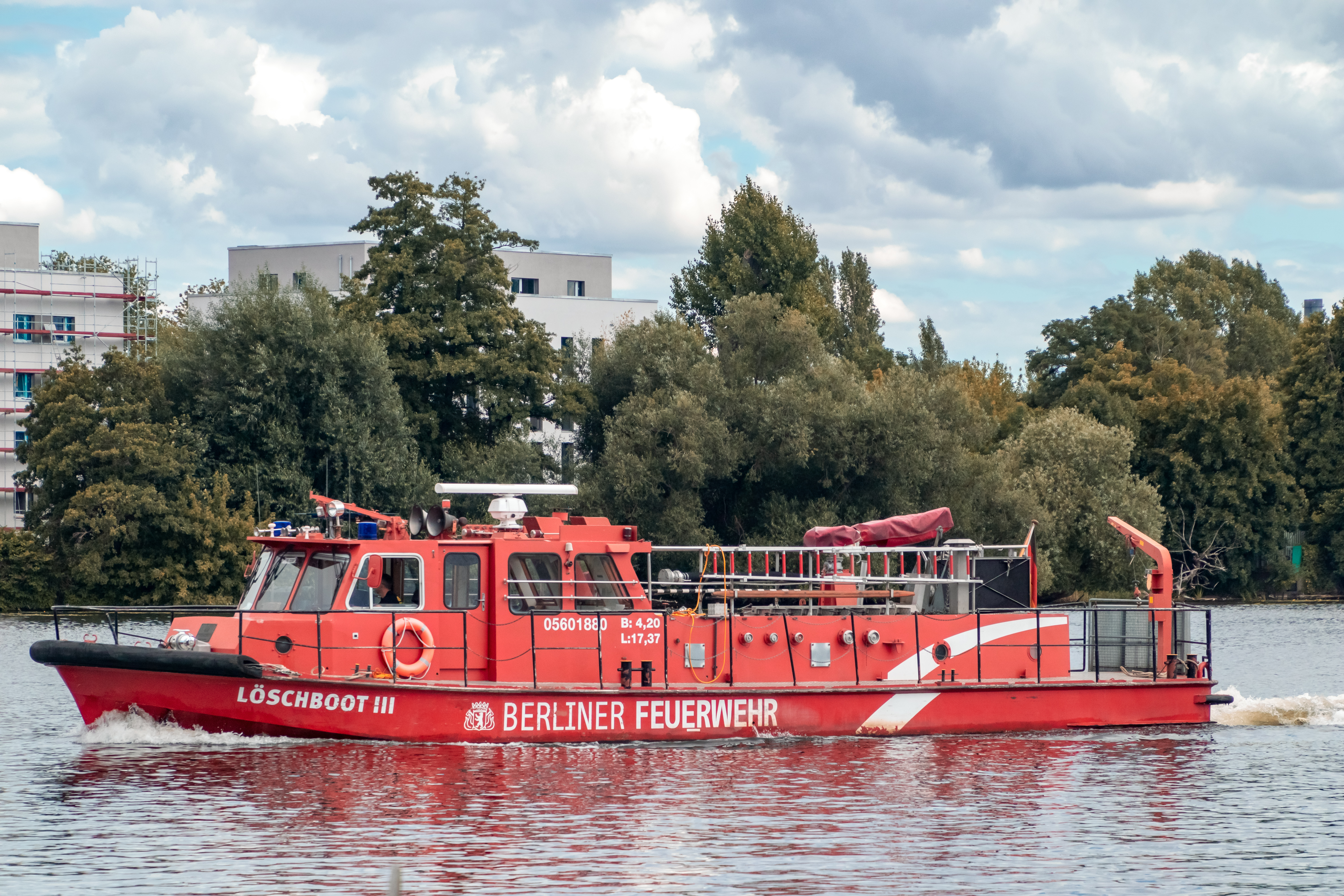
Löschboot III der Berliner Feuerwehr
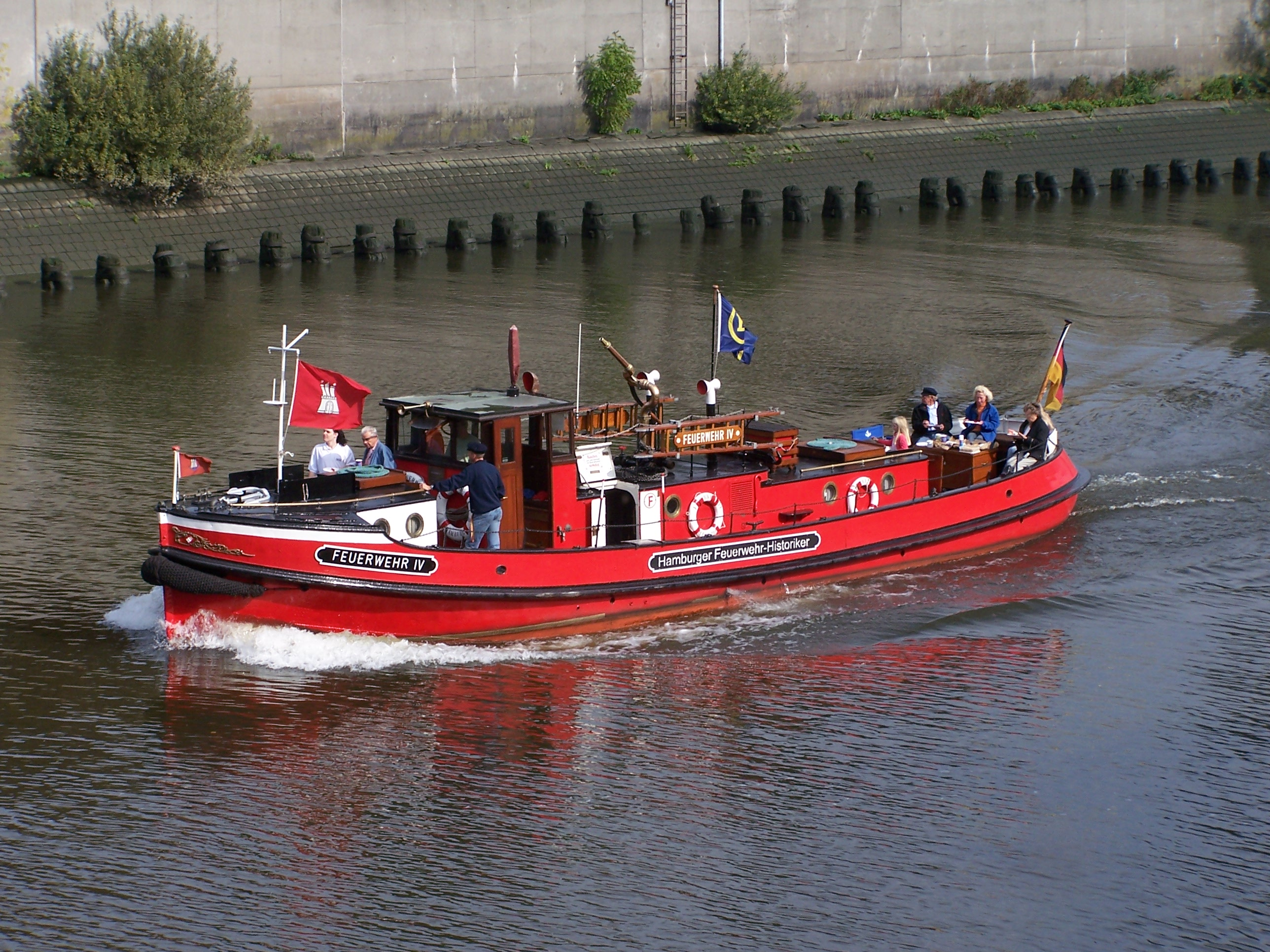
Historisches Feuerlöschboot Feuerwehr IV, von 1930 bis 1980 im Einsatz bei der Feuerwehr Hamburg
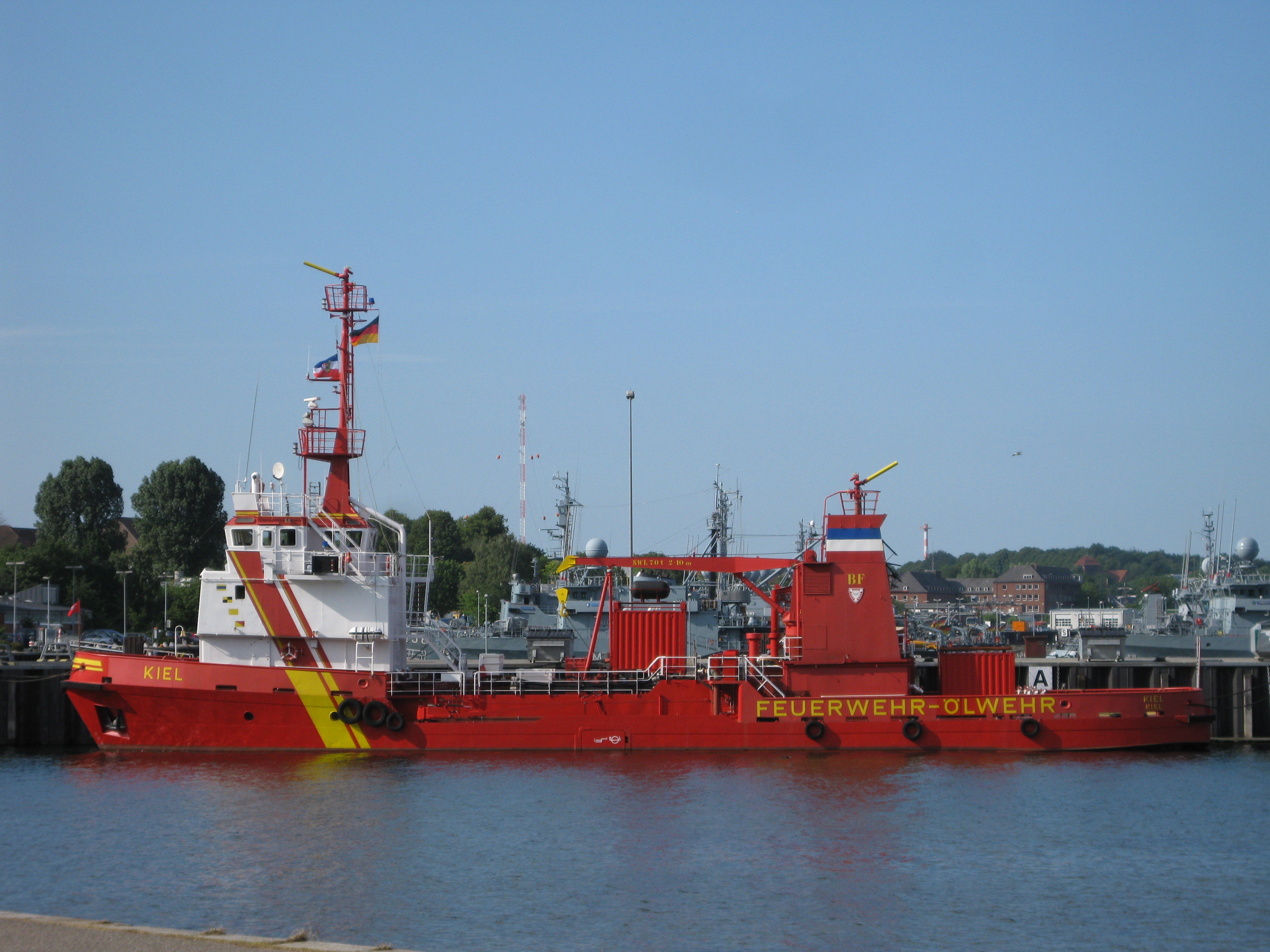
Feuerlöschboot Kiel (Deutschland) vor Außerdienststellung
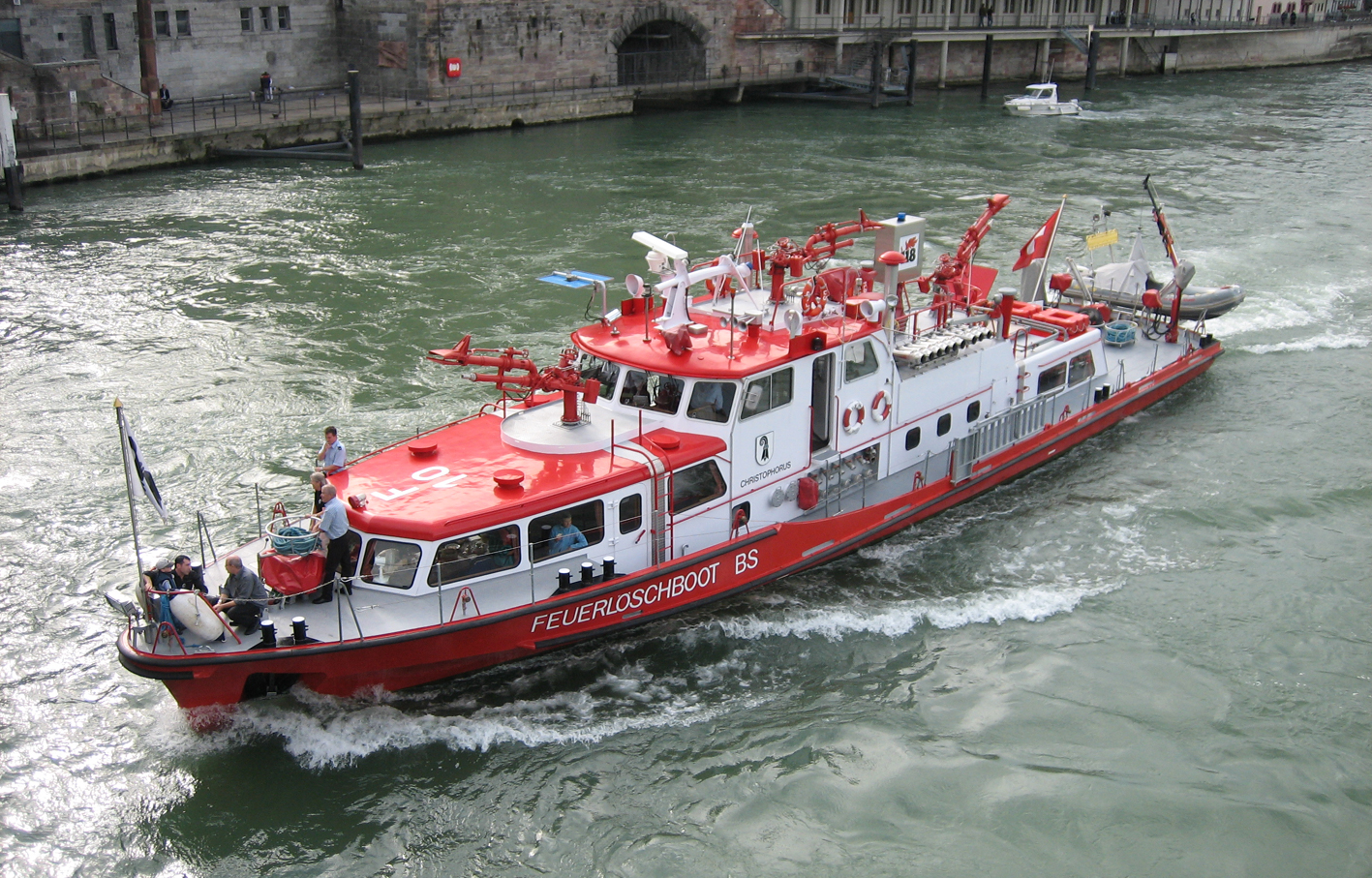
Feuerlöschboot auf dem Rhein in Basel (Schweiz)
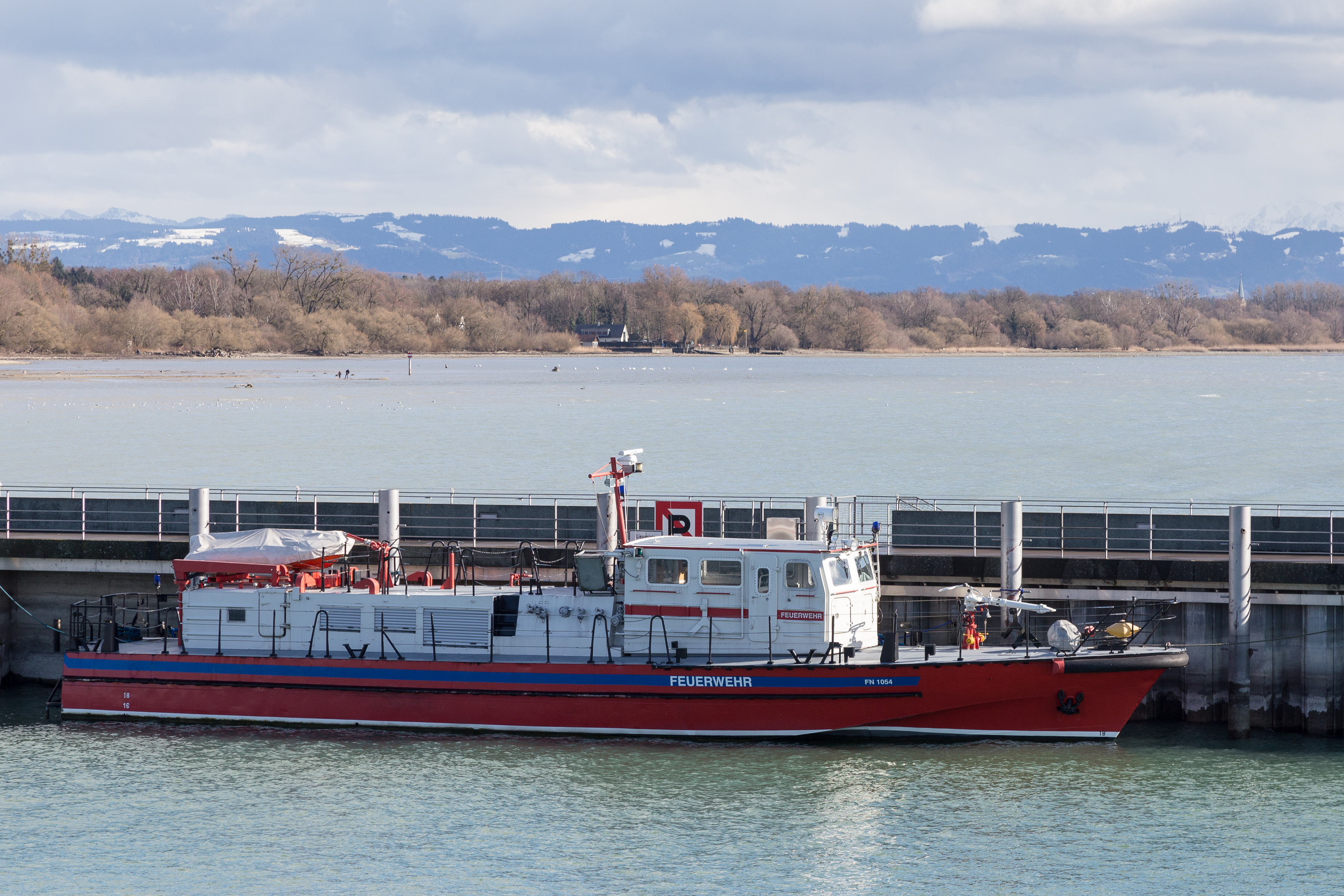
Feuerlöschboot FN 1054 (ehemals FLB 23-6, gebaut in VEB Yachtwerft Berlin) der Feuerwehr Friedrichshafen 2014 auf dem Bodensee
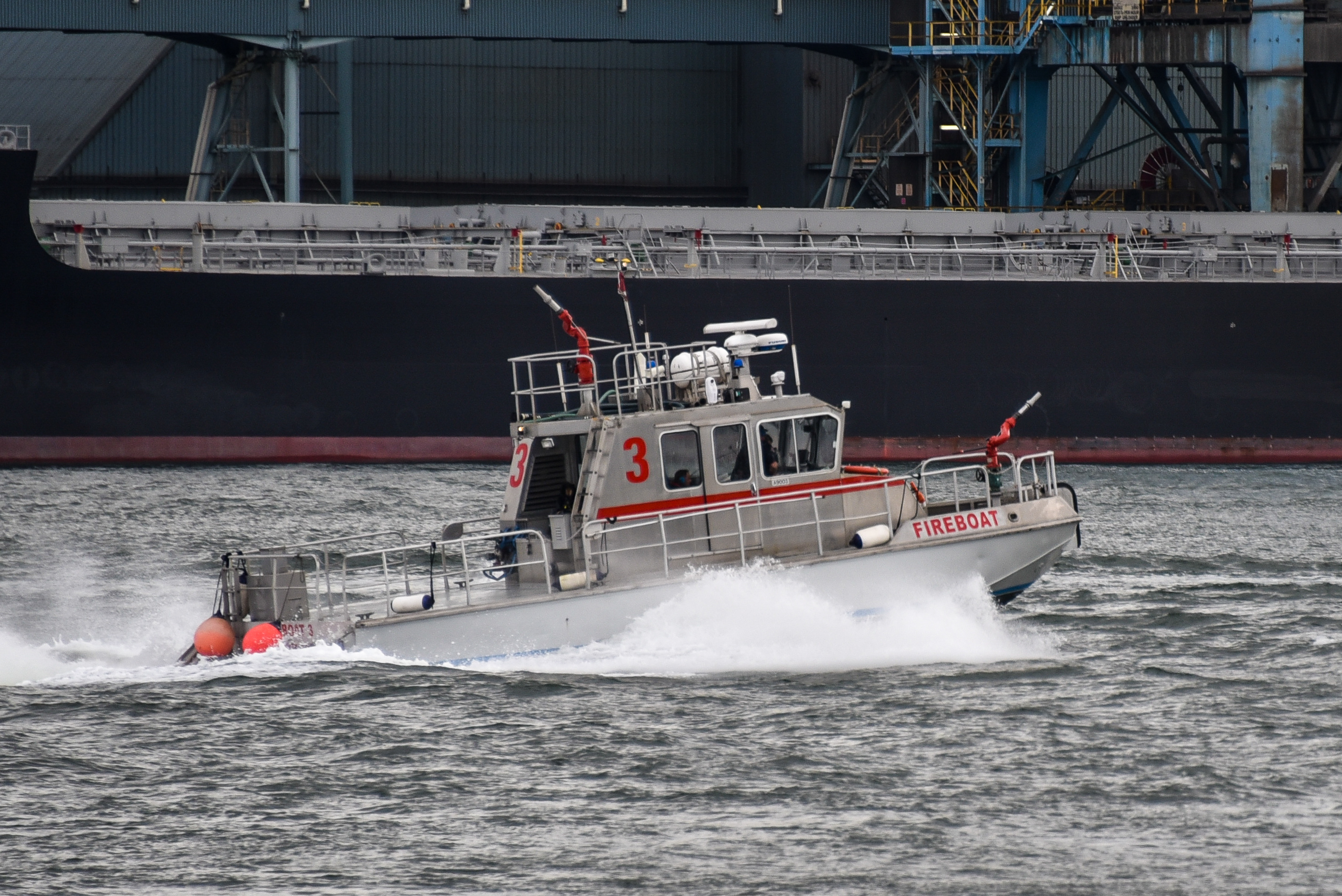
Fireboat Nr. 3 der kanadischen Stadt Vancouver
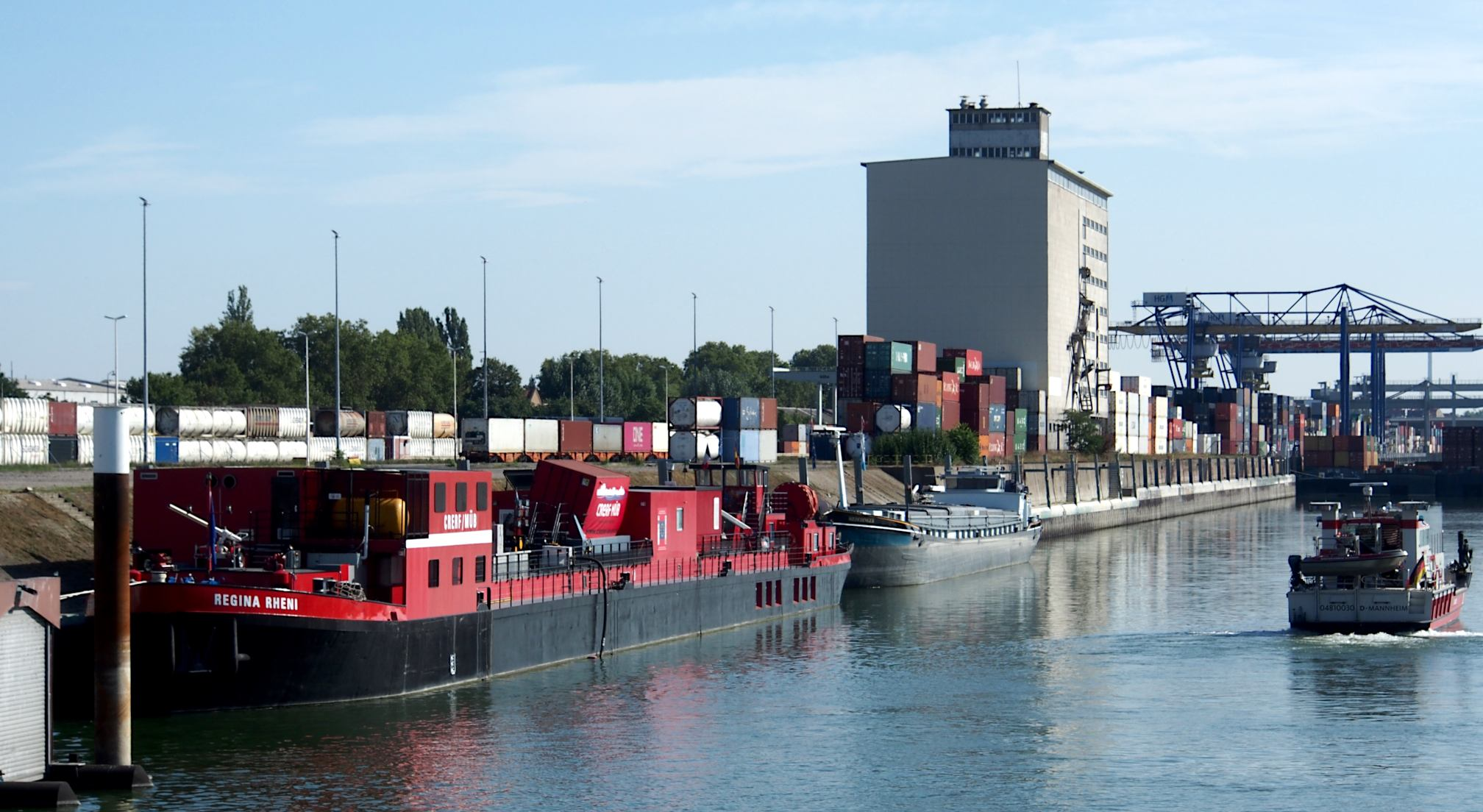
Feuerwehr-Übungsschiff Regina Rheni und das Feuerlöschboot Metropolregion Rhein-Neckar
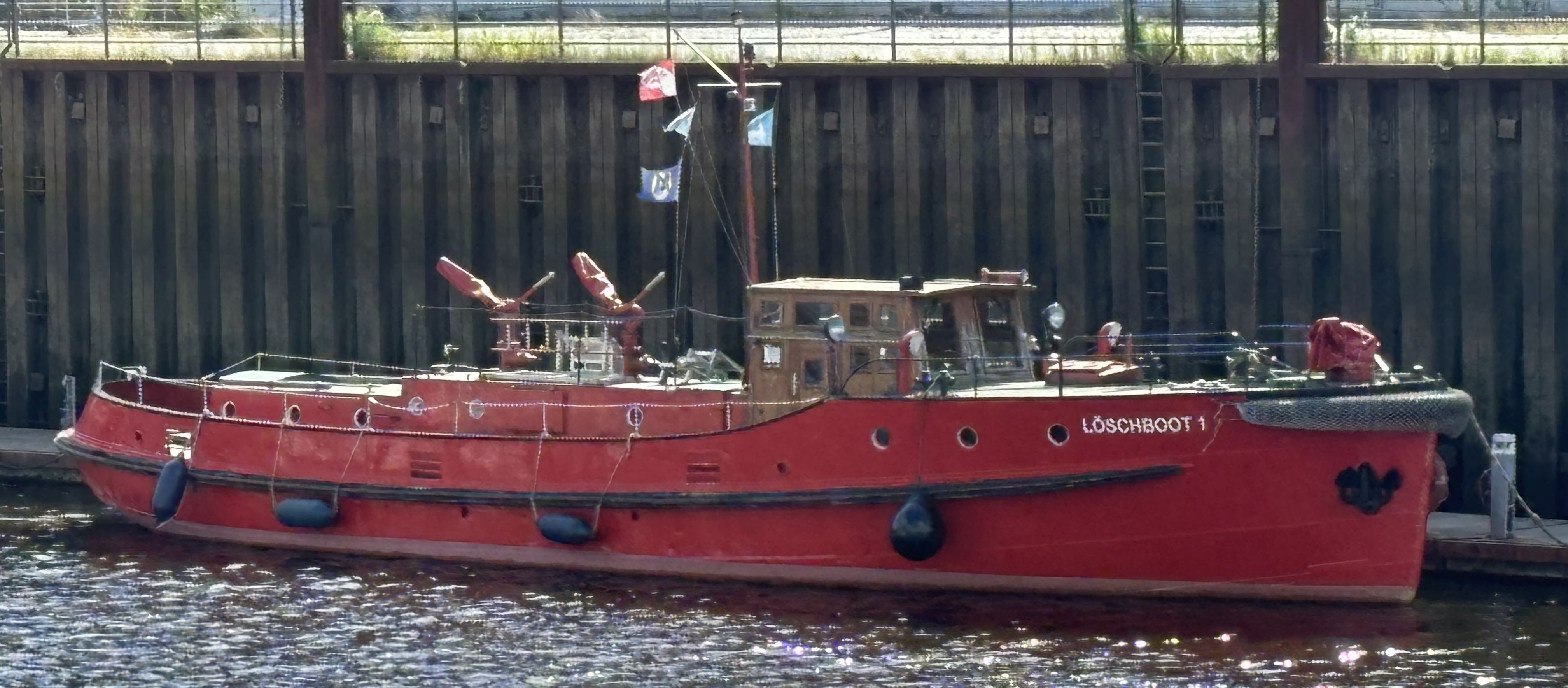
Löschboot 1 als Museumsschiff im Vegesacker Hafen